# John Kerr (attore)
John Kerr (New York, 15 novembre 1931 – Pasadena, 2 febbraio 2013) è stato un attore statunitense.

## Biografia
I genitori di John Kerr, Geoffrey Kerr e June Walker, erano entrambi attori di teatro e di cinema, mentre il nonno Frederick Kerr era stato un famoso attore caratterista britannico, attivo nel periodo 1880-1933 e interprete del classico horror Frankenstein (1931) di James Whale, nel ruolo del padre dello scienziato che crea il mostro in laboratorio. Fu naturale per il giovane John seguire le orme dei familiari: dopo aver frequentato la Phillips Exeter Academy, studiò all'Università di Harvard e lavorò per il Brattle Theatre a Cambridge (Massachusetts), acquisendo esperienza in rappresentazioni teatrali estive.
Specializzatosi in ruoli di teenager dagli occhi chiari e dal volto pulito, Kerr debuttò a Broadway nel 1953 in Bernardine di Mary Coyle Chase, una commedia per la quale fu premiato con il Theatre World Award. Nel 1955 ottenne lusinghieri consensi dalla critica per la pièce Tè e simpatia di Robert Woodruff Anderson, che gli fece vincere un Tony Award e più tardi gli consentì di interpretare l'omonima trasposizione cinematografica. Dopo il debutto sul grande schermo con La tela del ragno (1955), in cui interpretò un giovane dalla mente tormentata, Kerr girò infatti Tè e simpatia (1956), per la regia di Vincente Minnelli, in cui riprese il personaggio di Tom Robinson Lee, lo studente timido che viene osteggiato dai compagni e perfino dai familiari per via delle sue attitudini alla riflessione e per la sua sensibilità interiore, trovando unico conforto nell'atteggiamento attento e comprensivo nutrito nei suoi confronti dalla signora Laura Reynolds (Deborah Kerr), la moglie del direttore della scuola.
Nello stesso anno Kerr recitò accanto a Leslie Caron in Gaby (1956), remake del film britannico La donna che non si deve amare (1931), in cui aveva recitato suo nonno Frederick Kerr. Successivamente ebbe un ruolo da protagonista nel musical South Pacific (1958), quello del tenente Joe Cable, un marine cui viene affidata una missione di spionaggio, e la cui storia d'amore con una ragazza mezzosangue (France Nuyen) viene rovinata dai pregiudizi razziali. Nel dramma Il cielo è affollato (1960) impersonò Mike Rule, il secondo pilota che aiuta il comandante (Dana Andrews) a far atterrare un aereo in avaria. Altra sua partecipazione di rilievo fu quella nell'horror Il pozzo e il pendolo (1961) di Roger Corman, accanto a Vincent Price e Barbara Steele.
Kerr raggiunse una certa fama anche sul piccolo schermo, dove aveva debuttato nel 1953 nello show antologico Lux Video Theatre. Durante gli anni sessanta apparve con regolarità in celebri serie come Sotto accusa (1963-1964), in cui interpretò l'assistente procuratore Barry Pine, e la soap opera Peyton Place (1965-1966), nei panni dell'avvocato John Fowler. Dopo essersi interessato alla regia e aver lavorato come assistente di Leo Penn in alcuni episodi della serie I giorni di Bryan (1966), Kerr diede una radicale svolta alla propria esistenza, iscrivendosi alla U.C.L.A. Law School, dove si laureò in giurisprudenza nel 1970.
Da allora esercitò con regolarità la professione forense negli ambienti di Beverly Hills, ma durante gli anni settanta ebbe modo di continuare a recitare sul piccolo schermo, interpretando uomini di legge in popolari serie poliziesche come Sulle strade della California (1973-1976) e Le strade di San Francisco (1973-1977). Nel 1971 apparve inoltre ne La pistola di madreperla, terzo episodio della prima stagione della serie Colombo, nei panni del colonnello Roger Dutton, un militare che viene assassinato dal generale Hollister (Eddie Albert), del quale aveva smascherato i loschi affari. La sua ultima apparizione come attore risale al 1986 nel film per la tv Rivolta al Central Park, accanto a Tommy Lee Jones.

## Vita privata
Kerr fu sposato dal 1952 al 1972 con Priscilla Smith, conosciuta durante il corso di studi a Cambridge, dalla quale ebbe tre figli, Michael e le gemelle Jocelyn e Rebecca. Dopo il divorzio si risposò nel 1979 con Barbara Chu.
È morto il 2 febbraio 2013, all'età di ottantun'anni, dopo una breve malattia.

## Filmografia

### Cinema
- La tela del ragno (The Cobweb), regia di Vincente Minnelli (1955)
- Gaby, regia di Curtis Bernhardt (1956)
- Tè e simpatia (Tea and Sympathy), regia di Vincente Minnelli (1956)
- I clandestini della frontiera (The Vintage), regia di Jeffrey Hayden (1957)
- South Pacific, regia di Joshua Logan (1958)
- Il cielo è affollato (The Crowded Sky), regia di Joseph Pevney (1960)
- Ragazza per un'ora (Girl of the Night), regia di Joseph Cates (1960)
- Il pozzo e il pendolo (Pit and the Pendulum), regia di Roger Corman (1961)
- Il re dei re (The King of Kings), regia di Nicholas Ray (1961) (non accreditato)
- 7 donne dall'inferno (Seven Women from Hell), regia di Robert D. Webb (1961)
- Yuma, regia di Ted Post (1971)
- Dealing: Or the Berkeley-to-Boston Forty-Brick Lost-Bag Blues, regia di Paul Williams (1972) (non accreditato)
- Class of '44, regia di Paul Bogart (1973) (non accreditato)

### Televisione
- Lux Video Theatre – serie TV, 1 episodio (1953)
- You Are There – serie TV, 1 episodio (1953)
- Danger – serie TV, 1 episodio (1953)
- Horace Mann's Miracle, regia di Albert McLeery – film TV (1953)
- Suspense – serie TV, 2 episodi (1953-1954)
- Justice – serie TV, 1 episodio (1954)
- The Philco Television Playhouse – serie TV, 1 episodio (1955)
- The Elgin Hour – serie TV, 1 episodio (1955)
- The Alcoa Hour – serie TV, episodio 1x05 (1955)
- The Corn Is Green, regia di George Schaefer – film TV (1956)
- The Big Story – serie TV, 2 episodi (1953-1957)
- Jane Wyman Presents the Fireside Theatre – serie TV, 1 episodio (1957)
- Climax! – serie TV, 3 episodi (1955-1957)
- Studio One – serie TV, 2 episodi (1953-1957)
- Playhouse 90 – serie TV, 2 episodi (1957-1958)
- Alcoa Theatre – serie TV, 1 episodio (1958)
- General Electric Theater – serie TV, episodio 7x08 (1958)
- Avventure lungo il fiume (Riverboat) – serie TV, episodio 1x02 (1959)
- Berkeley Square, regia di George Schaefer – film TV (1959)
- Disneyland – serie TV, 1 episodio (1960)
- Gli uomini della prateria (Rawhide) – serie TV, episodio 2x30 (1960)
- Scacco matto (Checkmate) – serie TV, episodio 2x08 (1961)
- Gunsmoke – serie TV, episodio 7x20 (1962)
- Bus Stop – serie TV, episodio 1x24 (1962)
- The United States Steel Hour – serie TV, 3 episodi (1956-1962)
- The Lloyd Bridges Show – serie TV, 1 episodio (1962)
- La parola alla difesa (The Defenders) – serie TV, 1 episodio (1962)
- Il virginiano (The Virginian) – serie TV, episodio 1x17 (1963)
- Carovane verso il West (Wagon Train) – serie TV, 1 episodio (1963)
- Sotto accusa (Arrest and Trial) – serie TV, 18 episodi (1963-1964)
- Profiles in Courage – serie TV, 1 episodio (1965)
- L'ora di Hitchcock (The Alfred Hitchcock Hour) – serie TV, 1 episodio (1965)
- Twelve O'Clock High – serie TV, 2 episodi (1964-1965)
- The Long, Hot Summer – serie TV, 1 episodio (1965)
- I giorni di Bryan (Run for Your Life) – serie TV, episodio 2x01 (1966)
- Peyton Place – soap opera, 75 puntate (1965-1966)
- Flipper – serie TV, 2 episodi (1967)
- Ai confini dell'Arizona (The High Chaparral) – serie TV, episodio 1x10 (1967)
- Adam-12 – serie TV, 1 episodio (1969)
- Reporter alla ribalta (The Name of the Game) – serie TV, 2 episodi (1969)
- The Bold Ones: The Lawyers – serie TV, 1 episodio (1970)
- F.B.I. – serie TV, 7 episodi (1967-1970)
- Giovani avvocati (The Young Lawyers) – serie TV, episodio 1x15 (1971)
- Dottor Simon Locke (Dr. Simon Locke) – serie TV, 1 episodio (1971)
- Difesa a oltranza (Owen Marshall: Counselor at Law) – serie TV, 1 episodio (1971)
- Colombo (Columbo) – serie TV, episodio 1x03 (1971)
- A tutte le auto della polizia (The Rookies) – serie TV, 1 episodio (1972)
- The Longest Night, regia di Jack Smight – film TV (1972)
- Incident on a Dark Street, regia di Buzz Kulik – film TV (1973)
- Due onesti fuorilegge (Alias Smith and Jones) – serie TV, 1 episodio (1973)
- Search – serie TV, 1 episodio (1973)
- Mod Squad, i ragazzi di Greer (The Mod Squad) – serie TV, 2 episodi (1972-1973)
- Barnaby Jones – serie TV, 1 episodio (1974)
- L'uomo invisibile (The Invisible Man) – serie TV, 1 episodio (1975)
- Lotta per la vita (Medical Story) – serie TV, 1 episodio (1975)
- Poliziotto di quartiere (The Blue Knight) – serie TV, 1 episodio (1976)
- Sulle strade della California (Police Story) – serie TV, 5 episodi (1973-1976)
- Le strade di San Francisco (The Streets of San Francisco) – serie TV, 9 episodi (1973-1977)
- McMillan e signora (McMillan & Wife) – serie TV, 1 episodio (1977)
- The Feather and Father Gang – serie TV, 1 episodio (1977)
- Washington: Behind Closed Doors – serie TV, 1 episodio (1977)
- Rivolta al Central Park (The Park Is Mine), regia di Seymour Berns – film TV (1986)

## Doppiatori italiani
- Gianfranco Bellini in La tela del ragno, Gaby, I clandestini della frontiera, Tè e simpatia
- Giuseppe Rinaldi in South Pacific, Ragazza per un'ora
- Nando Gazzolo in Il cielo è affollato, Il pozzo e il pendolo